# Noyers-Saint-Martin
Noyers-Saint-Martin è un comune francese di 790 abitanti situato nel dipartimento dell'Oise della regione dell'Alta Francia.

## Società

### Evoluzione demografica
Abitanti censiti